# 張孟中
張孟中（1483年—？），字道宗，福建福州府閩縣人，民籍，明朝政治人物。

## 生平
正德五年（1510年）庚午科福建鄉試第四十五名舉人。正德六年（1511年）中式辛未科會試第二百八十一名，登第二甲第三十名進士。，授戶部主事，因彈劾劉瑾、江彬等人；得罪權貴。后轉任兵部職方司員外郎，因進諫反對明武宗，被廷杖，死於家中。

## 著作
著有《理学辨异》、《心性辨微》、《自怡集》。

## 家族
曾祖張宗孟；祖父張禋，贈大理寺□；父張澤，曾任按察司僉事。母林氏（封孺人）。慈侍下。